# Konkurs Tańca Eurowizji 2007
Konkurs Tańca Eurowizji 2007 – pierwsza edycja Konkursu Tańca Eurowizji, która odbyła się 1 września 2007 w Londynie. Konkurs wygrali reprezentanci Finlandii, Jussi Väänänen i Katja Koukkula.

## Wyniki
| L.p. | Kraj            | Para                                           | Taniec 1   | Taniec 2         | Miejsce | Punkty |
| ---- | --------------- | ---------------------------------------------- | ---------- | ---------------- | ------- | ------ |
| 1    | Szwajcaria      | Denise Biellmann i Sven Ninnemann              | paso doble | swing            | 16      | 0      |
| 2    | Rosja           | Marija Sittiel i Władisław Borodinow           | rumba      | freestyle        | 7       | 72     |
| 3    | Holandia        | Alexandra Matteman i Redmond Valk              | cha-cha    | freestyle        | 12      | 34     |
| 4    | Wielka Brytania | Camilla Dallerup i Brendan Cole                | rumba      | freestyle        | 15      | 18     |
| 5    | Austria         | Kelly i Andy Kainz                             | jive       | freestyle        | 5       | 74     |
| 6    | Niemcy          | Wolke Hegenbarth i Oliver Seefeldt             | samba      | freestyle        | 8       | 59     |
| 7    | Grecja          | Urania Kolliu i Spiros Pawlidis                | jive       | sirtaki          | 13      | 31     |
| 8    | Litwa           | Gabrielė Valiukaitė i Gintaras Svistunavičius  | paso doble | polka            | 11      | 35     |
| 9    | Hiszpania       | Amagoya Benlloch i Abraham Martinez            | cha-cha    | freestyle        | 10      | 38     |
| 10   | Irlandia        | Nicola Byrne i Mick Donegan                    | jive       | taniec irlandzki | 3       | 95     |
| 11   | Polska          | Katarzyna Cichopek i Marcin Hakiel             | cha-cha    | freestyle        | 4       | 84     |
| 12   | Dania           | Mette Skou Elkjær i David Kim Ehlers Jørgensen | rumba      | freestyle        | 9       | 38     |
| 13   | Portugalia      | Sónia Araújo i Ricardo Silva                   | jive       | freestyle        | 6       | 74     |
| 14   | Ukraina         | Julia Okropiridze i Illia Sydorenko            | quickstep  | freestyle        | 2       | 121    |
| 15   | Szwecja         | Martin Lidberg i Cecilia Ehrling               | paso doble | freestyle        | 14      | 23     |
| 16   | Finlandia       | Jussi Väänänen i Katja Koukkula                | rumba      | paso doble       | 1       | 132    |

## Tabela punktacyjna
Z powodu tragicznej w skutkach pożarów lasów w Grecji, lokalny nadawca ERT nie transmitował finału konkursu. W trakcie głosowania zaprezentowano punkty od jurorów, którzy oceniali występy podczas próby generalnej.
|                     |                                                            | Wyniki | Wyniki   | Wyniki          | Wyniki  | Wyniki | Wyniki | Wyniki | Wyniki    | Wyniki   | Wyniki | Wyniki | Wyniki     | Wyniki  | Wyniki  | Wyniki    | Wyniki | Wyniki |
| ------------------- | ---------------------------------------------------------- | ------ | -------- | --------------- | ------- | ------ | ------ | ------ | --------- | -------- | ------ | ------ | ---------- | ------- | ------- | --------- | ------ | ------ |
| Suma punktów        | Szwajcaria                                                 | Rosja  | Holandia | Wielka Brytania | Austria | Niemcy | Grecja | Litwa  | Hiszpania | Irlandia | Polska | Dania  | Portugalia | Ukraina | Szwecja | Finlandia |        |        |
| Uczestnicy konkursu | Szwajcaria                                                 | 0      | N        | –               | –       | –      | –      | –      | –         | –        | –      | –      | –          | –       | –       | –         | –      | –      |
| Uczestnicy konkursu | Rosja                                                      | 72     | –        | N               | 3       | 10     | 3      | 7      | –         | 6        | 4      | 5      | 4          | –       | 8       | 12        | –      | 10     |
| Uczestnicy konkursu | Holandia                                                   | 34     | 5        | –               | N       | –      | 7      | 2      | 12        | –        | –      | 2      | 3          | –       | –       | –         | –      | 3      |
| Uczestnicy konkursu | W. Brytania                                                | 18     | –        | –               | –       | N      | –      | –      | 3         | 5        | –      | 7      | –          | 3       | –       | –         | –      | –      |
| Uczestnicy konkursu | Austria                                                    | 74     | 7        | 3               | 5       | 2      | N      | 10     | 2         | 3        | 3      | 4      | 6          | 8       | 5       | 5         | 4      | 7      |
| Uczestnicy konkursu | Niemcy                                                     | 59     | 10       | 5               | 6       | –      | 10     | N      | –         | –        | 7      | –      | 5          | 7       | 6       | 1         | 2      | –      |
| Uczestnicy konkursu | Grecja                                                     | 31     | 2        | 4               | 1       | 5      | 4      | 5      | N         | 4        | –      | –      | 2          | 1       | 2       | –         | 1      | –      |
| Uczestnicy konkursu | Litwa                                                      | 35     | –        | 1               | –       | 6      | –      | –      | 4         | N        | –      | 12     | 1          | –       | 1       | 6         | 3      | 1      |
| Uczestnicy konkursu | Hiszpania                                                  | 38     | 6        | 2               | 2       | –      | –      | –      | 7         | –        | N      | –      | –          | –       | 12      | 4         | –      | 5      |
| Uczestnicy konkursu | Irlandia                                                   | 95     | 1        | 10              | 7       | 8      | 6      | 3      | 1         | 8        | 5      | N      | 10         | 12      | 3       | 8         | 7      | 6      |
| Uczestnicy konkursu | Polska                                                     | 84     | 4        | 8               | 4       | 7      | 8      | 12     | –         | 1        | 6      | 10     | N          | 4       | –       | 10        | 10     | –      |
| Uczestnicy konkursu | Dania                                                      | 38     | –        | –               | –       | –      | 1      | 1      | 6         | 7        | 2      | 3      | –          | N       | 4       | 2         | 8      | 4      |
| Uczestnicy konkursu | Portugalia                                                 | 74     | 12       | 6               | 8       | 3      | 2      | 8      | 8         | 2        | 12     | –      | –          | 2       | N       | 3         | 6      | 2      |
| Uczestnicy konkursu | Ukraina                                                    | 121    | 3        | 12              | 10      | 12     | 5      | 6      | 5         | 12       | 8      | 6      | 12         | 6       | 7       | N         | 5      | 12     |
| Uczestnicy konkursu | Szwecja                                                    | 23     | –        | –               | –       | 1      | –      | –      | –         | –        | 1      | 1      | 7          | 5       | –       | –         | N      | 8      |
| Uczestnicy konkursu | Finlandia                                                  | 132    | 8        | 7               | 12      | 4      | 12     | 4      | 10        | 10       | 10     | 8      | 8          | 10      | 10      | 7         | 12     | N      |
| Uczestnicy konkursu | Wyniki zostały podane według kolejności podawania punktów. |        |          |                 |         |        |        |        |           |          |        |        |            |         |         |           |        |        |